# Desperate (film, 1947)
Pour plus de détails, voir Fiche technique et Distribution.
Desperate est un film américain réalisé par Anthony Mann, sorti en 1947.

## Synopsis
Walt Radak, truand notoire, essaye d'utiliser un camionneur indépendant, Steve Randall, pour transporter des fourrures volées. Mais Steve, ne voulant pas être mêlé à un vol, alerte un policier en patrouille en lui faisant des appels de phares. Al, le frère de Walt, tire sur le policier et le tue. Steve, en s'enfuyant, provoque la chute du jeune homme, ce qui permet à la police de l'appréhender. Rapidement rattrapé par Radak, Steve est tabassé avant que le gangster n'ait une idée : il veut que Steve avoue le meurtre pour sauver Al. Pour faire pression sur Randall, il n'hésite pas à menacer de s'en prendre à sa future épouse, Anne, et Steve se voit contraint d'accepter. Mais il parvient à semer les hommes de Radak et fuit avec Anne, allant de refuge en refuge. Radak, mais aussi la police, se lance à leur poursuite, obsédé par l'idée de sauver son frère, condamné à mort.

## Fiche technique
- Titre original : Desperate
- Réalisation : Anthony Mann
- Scénario : Harry Essex, d'après une histoire de Dorothy Atlas et Anthony Mann
- Dialogues : Martin Rackin
- Photographie : George E. Diskant
- Montage : Marston Fay
- Musique : Paul Sawtell
- Direction artistique : Albert S. D'Agostino, Walter E. Keller
- Décors : Darrell Silvera
- Son : Earl A. Wolcott, Roy Granville
- Producteur : Michael Kraike
- Société de production : RKO Radio Pictures
- Société de distribution : RKO Radio Pictures
- Pays de production :  États-Unis
- Langue originale : anglais
- Format : noir et blanc – 35 mm – 1,37:1 – mono (RCA Sound System)
- Genre : Film policier, Film noir, Thriller
- Durée : 73 minutes
- Date de sortie :
  - États-Unis : 9 mai 1947

## Distribution
- Steve Brodie : Steve Randall
- Audrey Long : Anne Randall
- Raymond Burr : Walt Radak
- Douglas Fowley : Pete Lavitch
- William Challee : Reynolds
- Jason Robards Sr. : lieutenant Louie Ferrari
- Freddie Steele : "Shorty" Abbott
- Lee Frederick : Joe Daly
- Paul E. Burns : oncle Jan
- Ilka Grüning : tante Clara

## DVD (France)
Le film a eu les honneurs d'une sortie vidéo en France sur le support DVD.
- Desperate (DVD-5 Thinpak) édité par Les Editions Montparnasse et distribué par Arcadès le 8 septembre 2009. La ratio écran est en 1.33:1 plein écran 4:3. L'audio est en Français et Anglais 2.0 Mono Digital avec présence de sous-titres français. En supplément une présentation du film par Serge Bromberg. La durée du film est de 73 minutes. Il s'agit d'une édition Zone 2 Pal[1].